# Cvijet Srebrenice
Cvijet Srebrenice ili cvijet "Sjećanje", neslužbeni je simbol genocida u Srebrenici koji se dogodio za vrijeme rata u Bosni i Hercegovini 1995. godine. Cvijet su osmislile žene iz udruženja "Gračaničko keranje" iz Gračanice, a prvi put je javnosti predstavljen 1. srpnja 2011. godine.
Bijela boja latica cvijeta predstavlja nevinost ili stradanje, zelena boja koja je u središtu cvijeta predstavlja nadu, a 11 latica simbolizira 11. srpnja 1995. godine.